# Nesocodon mauritianus
Nesocodon mauritianus är en klockväxtart som först beskrevs av I.Richardson, och fick sitt nu gällande namn av Mats Thulin. Nesocodon mauritianus ingår i släktet Nesocodon och familjen klockväxter. Inga underarter finns listade i Catalogue of Life.

## Bildgalleri

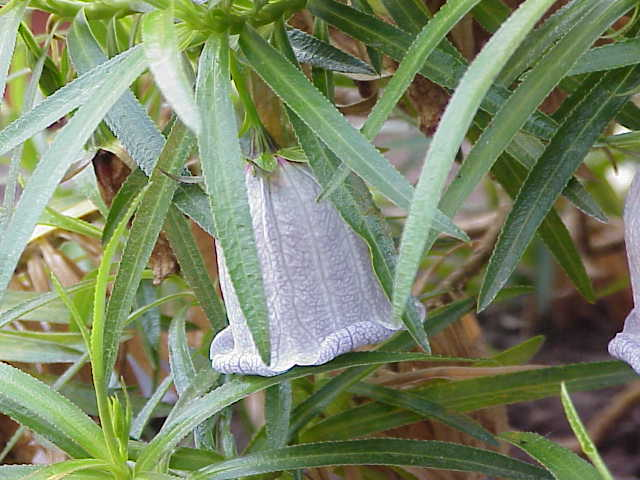
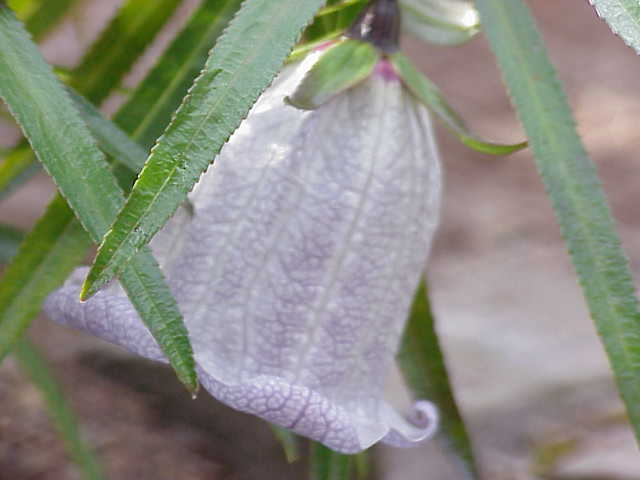
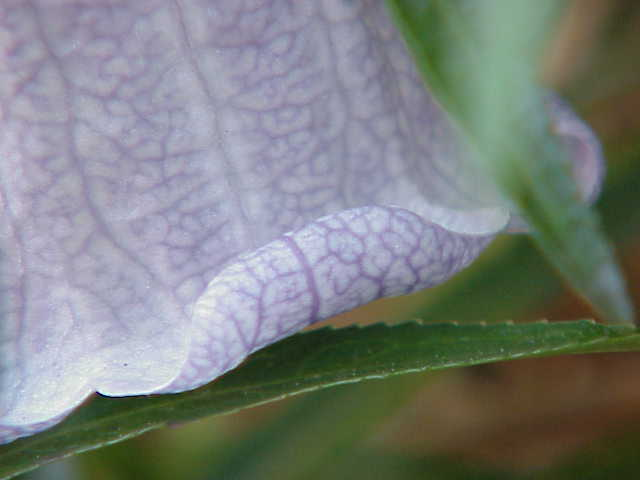